# Milan Zuna
Milan Zuna (ur. 24 listopada 1881 w Novým Bydžovie, zm. 3 maja 1960 w Pradze) – czeski dyrygent działający przez wiele lat w Polsce.

## Życiorys
Ukończył Konserwatorium Praskie, gdzie do grona jego nauczycieli należeli Karel Knittl i Karel Stecker. Po ukończeniu studiów brał udział w mistrzowskich kursach skrzypcowych u Otakara Ševčíka. Początkowo działał jako chórmistrz w Pradze. W 1903 roku otrzymał angaż na stanowisko koncertmistrza do Filharmonii Lwowskiej. Występował też jako skrzypek. W 1906 roku występował gościnnie w Warszawie. Od 1907 roku był dyrygentem Teatru Miejskiego w Pradze, a od 1909 roku dyrygentem Królewskiego Teatru Narodowego w Zagrzebiu. W 1914 roku i w latach 1916–1919 pełnił funkcję dyrygenta Teatru Miejskiego we Lwowie. W latach 1914–1916 przebywał w Taborze, gdzie uczył w miejscowej szkole muzycznej. Wykładał w konserwatorium Polskiego Towarzystwa Muzycznego we Lwowie. W 1918 roku dyrygował chórem towarzystwa muzycznego Echo-Macierz.
Od 1919 do 1920 roku był dyrygentem Teatru Operowego w Poznaniu. W latach 1920–1923 kierował zorganizowaną przez siebie operą w Słowackim Teatrze Narodowym w Bratysławie. Między 1923 a 1926 rokiem ponownie przebywał we Lwowie, pełniąc funkcję dyrygenta Teatru Miejskiego. Od 1926 do 1930 roku był kierownikiem i pierwszym dyrygentem Teatru Polskiego w Katowicach. W 1927 i 1928 roku występował w Teatrze Wielkim w Warszawie. Przez wiele lat uczył gry na skrzypcach, dyrygentury i śpiewu operowego w konserwatoriach we Lwowie, Poznaniu i Katowicach. Propagował w Polsce muzykę czeską, wystawiając utwory Smetany, Dvořáka czy Janáčka. Przełożył na język polski libretta Rusałki oraz Czarta i Kasi Dvořáka, natomiast na język słowacki libretto Halki Stanisława Moniuszki.
W 1933 roku wrócił na stałe do Czechosłowacji. Był dyrygentem, a od 1939 do 1943 również dyrektorem Teatru Narodowego w Pradze. W 1945 roku zorganizował operę w Libercu i został jej dyrygentem. Od 1946 roku kierował operą w Bratysławie. Po 1952 roku wycofał się z działalności muzycznej.